# Michael Rooker
Michael Rooker (ur. 6 kwietnia 1955 w Jasper) – amerykański aktor i producent filmowy i telewizyjny.

## Życiorys

### Wczesne lata
Urodził się w Jasper w stanie Alabama jako syn Pansy i Hugh Rookera. Jego rodzina była pochodzenia angielskiego, irlandzkiego i szkockiego. Kiedy miał trzynaście lat, jego rodzice rozwiedli się i został wychowany przez matkę w Chicago, gdzie uczęszczał do Wright Junior College i studiował na DePaul University. Po ukończeniu szkoły średniej chciał dołączyć do United States Marine Corps, ale został sklasyfikowany do grupy 4F z powodu problemów słuchowych.
Trenował japońskie sztuki walki i aikido z Fumio Toyodą Shihan. W 1982 ukończył studia na wydziale aktorskim Goodman Theater School of Drama w Chicago. Pracował jako ratownik, kierowca autobusu, dozorca i instruktor sportowy Chicago Park District.

### Kariera
Po gościnnym występie w serialu ABC Lady Blue (1985), zwrócił na siebie uwagę krytyków tytułową rolą zabójcy Henry’ego Lee Lucasa w dreszczowcu Henry – Portret seryjnego mordercy (Henry: Portrait of a Serial Killer, 1986), za którą otrzymał nagrody Golden Space Needle i International Fantasy Film. Witryna retrocrush.com uznała tę kreację za jeden z najlepszych występów aktorskich w historii kina grozy. W 1991 był nominowany do nagrody Independent Spirit.
W 1990 trafił na nowojorską scenę Manhattan Theatre Club w produkcji off-broadwayowskiej Abundance jako Jack Flan. Wystąpił także w Chicago w spektaklach: The Crack Walker, Moon Children Jacka Williamsona, Scheherazade i Union Boys oraz w nowojorskim przedstawieniu Not Your Average Serial Killer.

## Życie prywatne
22 czerwca 1979 ożenił się z Margot Tsuru LaRose, z którą ma dwie córki: Alynne i Gillian.

## Filmografia
Filmy
| Rok  | Tytuł                                                                   | Rola                                     | Reżyser                                     |
| ---- | ----------------------------------------------------------------------- | ---------------------------------------- | ------------------------------------------- |
| 1986 | Henry – Portret seryjnego mordercy (Henry: Portrait of a Serial Killer) | Henry                                    | John McNaughton                             |
| 1987 | Gliniarz do wynajęcia (Rent-a-Cop)                                      | Joe                                      | Jerry London                                |
| 1987 | Światłość dnia (Light of Day)                                           | Oogie                                    | Paul Schrader                               |
| 1988 | Nico (Above the Law)                                                    | mężczyzna w barze                        | Andrew Davis                                |
| 1988 | Ośmiu z zespołu (Eight Men Out)                                         | Chick Gandil (1B)                        | John Sayles                                 |
| 1988 | Missisipi w ogniu (Mississippi Burning)                                 | Frank Bailey                             | Alan Parker                                 |
| 1989 | The Edge (TV)                                                           | zastępca szeryfa                         | Nicholas Kazan, Luis Mandoki, Carl Schenkel |
| 1989 | Pozytywka (Music Box)                                                   | Karchy Laszlo                            | Costa-Gavras                                |
| 1989 | Wydarzyło się w Los Angeles (L.A. Takedown, TV)                         | Bosko                                    | Michael Mann                                |
| 1989 | Morze miłości (Sea of Love)                                             | Terry Cruger                             | Harold Becker                               |
| 1990 | Szybki jak błyskawica (Days of Thunder)                                 | Rowdy Burns                              | Tony Scott                                  |
| 1991 | JFK                                                                     | Bill Broussard                           | Oliver Stone                                |
| 1992 | Przerwany lot F-16 (Afterburn)                                          | Casey „Z” Zankowski                      | Robert Markowitz                            |
| 1993 | Tombstone                                                               | Sherman McMasters                        | George Pan Cosmatos                         |
| 1993 | Mroczna połowa (The Dark Half)                                          | szeryf Alan Pangborn                     | George A. Romero                            |
| 1993 | Na krawędzi (Cliffhanger)                                               | Hal Tucker                               | Renny Harlin                                |
| 1994 | Brutalna prawda (The Hard Truth)                                        | Jonah Mantz                              | Kristine Peterson                           |
| 1994 | Suspicious (film krótkometrażowy)                                       | pracownik                                | David Koepp                                 |
| 1995 | Szczury z supermarketu (Mallrats)                                       | Jared Svenning                           | Kevin Smith                                 |
| 1995 | Johnny & Clyde (TV)                                                     | Frank Tennant                            | William Bindley                             |
| 1996 | Bękart z Karoliny (Bastard Out of Carolina)                             | wujek Earle                              | Anjelica Huston                             |
| 1996 | Mroczne miasto (The Trigger Effect)                                     | Gary                                     | David Koepp                                 |
| 1996 | Amerykański Yakuza 2 (Back to Back: American Yakuza 2)                  | Bob Malone                               | Roger Nygard                                |
| 1997 | Pieśń Hiawathy (Song of Hiawatha)                                       | Bertrand                                 | Jeffrey Shore                               |
| 1997 | Klucze do miasta (Keys to Tulsa)                                        | Keith                                    | Leslie Greif                                |
| 1997 | Rosewood w ogniu (Rosewood)                                             | szeryf Walker                            | John Singleton                              |
| 1997 | Kłamca (Deceiver)                                                       | detektyw Edward Kennesaw                 | Jonas Pete, Josh Pete                       |
| 1998 | Requiem dla Browna (Brown’s Requiem)                                    | Fritz Brown                              | Jason Freeland                              |
| 1998 | Renegaci (Renegade Force)                                               | agent FBI Matt Cooper                    | Martin Kunert                               |
| 1998 | Zabójczy układ (The Replacement Killers)                                | Stan „Zeedo” Zedkov                      | Antoine Fuqua                               |
| 1998 | Cień bestii (Shadow Builder)                                            | ks. Jacob Vassey                         | Jamie Dixon                                 |
| 1999 | Kolekcjoner kości (The Bone Collector)                                  | kapitan Howard Cheney                    | Phillip Noyce                               |
| 1999 | Pułapka na męża (A Table for One)                                       | Matt Draper / dr Matthew Swan            | Ron Senkowski                               |
| 2000 | Wiadomości z ostatniej chwili (NewsBreak)                               | John McNamara                            | Paul Tarantino                              |
| 2000 | Miejsce na Ziemi (Here on Earth)                                        | Malcolm Arnold                           | Mark Piznarski                              |
| 2000 | Table One                                                               | Rowdy                                    | Michael Scott Bregman                       |
| 2000 | 6-ty dzień (The 6th Day)                                                | Robert Marshall                          | Roger Spottiswoode                          |
| 2001 | HRT (TV)                                                                | agent specjalny Nicholas Roberts         | Andrzej Bartkowiak                          |
| 2001 | Replikant (Replicant)                                                   | detektyw Jake Riley                      | Ringo Lam                                   |
| 2002 | Jeremiasz (Jeremiah, TV)                                                | major Quantrell                          | Harry Winer                                 |
| 2002 | Champion (Undisputed)                                                   | A.J. Mercker                             | Walter Hill                                 |
| 2003 | The Box                                                                 | detektyw Stafford                        | Richard Pepin                               |
| 2003 | Ocalić Jessicę Lynch (Saving Jessica Lynch)                             | pułkownik Curry                          | Peter Markle                                |
| 2004 | Eliminator (The Eliminator)                                             | Miles Dawson                             | Ken Barbet                                  |
| 2004 | Skeleton Man (TV)                                                       | kapitan Leary                            | Johnny Martin                               |
| 2005 | Niewidzialny morderca (Chasing Ghosts)                                  | Mark Spencer                             | Kyle Dean Jackson, Alan Pao                 |
| 2006 | Buntownicy (Lenexa, 1 Mile)                                             | Russ                                     | Jason Wiles                                 |
| 2006 | Robale (Slither)                                                        | Grant Grant                              | James Gunn                                  |
| 2007 | Zabójczy szept (Whisper)                                                | Sydney Braverman                         | Stewart Hendler                             |
| 2008 | This Man’s Life (film krótkometrażowy)                                  | Richard Crum                             | Todd Thompson                               |
| 2008 | Jumper                                                                  | William Rice                             | Doug Liman                                  |
| 2009 | W cywilu 2 (The Marine 2)                                               | Church, weteran armii amerykańskiej      | Roel Reiné                                  |
| 2009 | Penance                                                                 | Mann                                     | Jake Kennedy                                |
| 2009 | Super Capers                                                            | Dark Winged Vesper / Bernard Raymond III | Ray Griggs                                  |
| 2010 | Matadors                                                                | John Canterna                            | Yves Simoneau                               |
| 2010 | Super                                                                   | Abe                                      | James Gunn                                  |
| 2010 | Zabójca z autostrady (Freeway Killer)                                   | detektyw St. John                        | Joy Zimmerman                               |
| 2010 | Blood Done Sign My Name                                                 | adwokat Billy Watkins                    | Jeb Stuart                                  |
| 2010 | Louis                                                                   | Pat McMurphy                             | Daniel Pritzker                             |
| 2010 | Cell 213                                                                | Ray Clement                              | Stephen Kay                                 |
| 2010 | DC Showcase: Jonah Hex (film krótkometrażowy)                           | Czerwony Doktor (głos)                   | Joaquim Dos Santos                          |
| 2011 | Mysteria                                                                | kapitan McCarthy                         | Lucius C. Kuert                             |
| 2011 | Atlantyda upadła (Atlantis Down)                                        | ojciec / obcy                            | Max Bartoli                                 |
| 2012 | The Lost Episode                                                        | pracownik sklepu Dount                   | Michael Rooker                              |
| 2012 | Hipotermia (Hypothermia)                                                | Ray Pelletier                            | James Felix McKenney                        |
| 2013 | Brother’s Keeper                                                        | szef Carver                              | T.J. Amato, Joshua Mills                    |
| 2014 | The Driving Dead                                                        | policjant                                | Clint Eilerts, Tennyson Tanner              |
| 2014 | Strażnicy Galaktyki (Guardians of the Galaxy)                           | Yondu Udonta                             | James Gunn                                  |
| 2014 | Elwood (film krótkometrażowy)                                           | Condello                                 | Louis Mandylor                              |
| 2016 | Eksperyment Belko (The Belko Experiment)                                | Bud Melks                                | Greg McLean                                 |
| 2017 | Strażnicy Galaktyki vol. 2 (Guardians of the Galaxy Vol. 2)             | Yondu Udonta                             | James Gunn                                  |
| 2019 | Brightburn: Syn ciemności (Brightburn)                                  | „The Big T” (cameo)                      | David Yarovesky                             |
| 2019 | A Good Man Is Hard to Find                                              | odmieniec                                | John McNaughton                             |
| 2019 | Bolden                                                                  | Pat McMurphy                             | Daniel Pritzker                             |
| 2020 | Wyspa Fantazji (Fantasy Island)                                         | Morgan                                   | Jeff Wadlow                                 |
| 2020 | Miłość i potwory (Love and Monsters)                                    | Clyde Dutton                             | Michael Matthews                            |
| 2021 | Szybcy i wściekli 9 (F9)                                                | Buddy                                    | Justin Lin                                  |
| 2021 | Vivo                                                                    | Lutador (głos)                           | Kirk DeMicco                                |
| 2021 | Legion samobójców: The Suicide Squad (The Suicide Squad)                | Brian Durlin / Savant                    | James Gunn                                  |
| 2022 | Biały słoń (White Elephant)                                             | Gabriel Tancredi                         | Jesse V. Johnson                            |

Seriale
- 2003: Gwiezdne wrota (Stargate SG-1) jako pułkownik Edwards
- 2003: CSI: Kryminalne zagadki Miami (CSI: Miami) jako Marty Jones
- 2004: Las Vegas jako Marcus Wexler
- 2005: Wzór (Numb3rs) jako partner Dona
- 2005: JAG – Wojskowe Biuro Śledcze (JAG) jako kapitan Jack Ramsey
- 2006: Złodziej (Thief) jako detektyw John Hayes
- 2007: Jordan (Crossing Jordan) jako Shawn Curaco
- 2008: Prawo i porządek (Law & Order) jako Jamie Yost
- 2008: Humanzee! jako ksiądz
- 2009: Meteor jako Calvin Stark
- 2010–2013: Żywe trupy (The Walking Dead) jako Merle Dixon